# سانتا آنا (كاليفورنيا)
سانتا آنا هي أكبر مدينة من ناحية السكان في مقاطعة أورانج وهي كذلك مقر المقاطعة.

## التركيبة السكانية
حدّد مكتب تعداد الولايات المتحدة بيانات التركيبة السكانية لسانتا آنا في تعداد الولايات المتحدة. في ما يلي، التركيبة السكانية حسب تعدادي 2000 و2010.

### تعداد عام 2000
بلغ عدد سكان سانتا آنا 337,977 نسمة بحسب تعداد عام 2000، وبلغ عدد الأسر 73,002 أسرة وعدد العائلات 59,784 عائلة مقيمة في المدينة. في حين سجلت الكثافة السكانية 4,767.6 نسمة لكل كيلومتر مربع (12,348.0/ميل2). وبلغ عدد الوحدات السكنية 74,588 وحدة بمتوسط كثافة قدره 1,052.2 لكل كيلومتر مربع (2,725.2/ميل2).
وتوزع التركيب العرقي للمدينة بنسبة 42.73% من البيض و1.70% من الأمريكيين الأفارقة و1.19% من الأمريكيين الأصليين و8.81% من الأمريكيين ذوي الأصول الآسيوية و0.34% من سكان جزر المحيط الهادئ و40.64% من الأعراق الأخرى و4.58% من عرقين مختلطين أو أكثر و76.07% من الهسبانيون أو اللاتينيون من أي عرق.
بلغ عدد الأسر 73,002 أسرة كانت نسبة 60.9% منها لديها أطفال تحت سن الثامنة عشر تعيش معهم، وبلغت نسبة الأزواج القاطنين مع بعضهم البعض 60.6% من أصل المجموع الكلي للأسر، ونسبة 13.5% من الأسر كان لديها معيلات من الإناث دون وجود شريك، بينما كانت نسبة 7.9% من الأسر لديها معيلون من الذكور دون وجود شريكة وكانت نسبة 18.1% من غير العائلات. تألفت نسبة 12.7% من أصل جميع الأسر من عدة أفراد يعيشون في نفس المنزل ونسبة 4.6% كانت تتألف من شخص يعيش بمفرده يبلغ من العمر 65 عاماً أو أكثر. وبلغ متوسط حجم الأسرة المعيشية 4.55، أما متوسط حجم العائلات فبلغ 4.72.
بلغ العمر الوسطي للسكان 26.5 عاماً. وكانت نسبة 34% من القاطنين تحت سن الثامنة عشر، وكانت نسبة 12.6% بين الثامنة عشر والرابعة والعشرين عاماً، ونسبة 33.4% كانت واقعةً في الفئة العمرية ما بين الخامسة والعشرين والرابعة والأربعين عاماً، ونسبة 13.2% كانت ما بين الخامسة والأربعين والرابعة والستين، ونسبة 5.1% كانت ضمن فئة الخامسة والستين عاماً فما فوق. يوجد لكل 100 أنثى 106.9 ذكر، ويوجد لكل 100 أنثى في الثامنة عشر من عمرها فما فوق 107.7 ذكر.
بلغ متوسط دخل الأسرة في المدينة 46,468 دولارًا، أما متوسط دخل العائلة فبلغ 52,285 دولارًا. وكان متوسط دخل الذكور 36,686 دولارًا مقابل 31,434 دولارًا للإناث. وسجل دخل الفرد الخاص بالمدينة 22,799 دولارًا. وكانت نسبة 4.8% من العائلات ونسبة 7.8% من السكان تحت خط الفقر، وكان من هؤلاء نسبة 8.2% تحت سن الثامنة عشر ونسبة 6.3% في الخامسة والستين من العمر وما فوق.

### تعداد عام 2010
بلغ عدد سكان سانتا آنا 324,528 نسمة بحسب تعداد عام 2010، وبلغ عدد الأسر 73,174 أسرة وعدد العائلات 59,648 عائلة مقيمة في المدينة. في حين سجلت الكثافة السكانية 4,577.9 نسمة لكل كيلومتر مربع (11,856.7/ميل2). وبلغ عدد الوحدات السكنية 76,896 وحدة بمتوسط كثافة قدره 1,084.7 لكل كيلومتر مربع (2,809.4/ميل2).
وتوزع التركيب العرقي للمدينة بنسبة 45.86% من البيض و1.50% من الأمريكيين الأفارقة و1% من الأمريكيين الأصليين و10.52% من الأمريكيين ذوي الأصول الآسيوية و0.30% من سكان جزر المحيط الهادئ و37.22% من الأعراق الأخرى و3.60% من عرقين مختلطين أو أكثر و78.25% من الهسبانيون أو اللاتينيون من أي عرق.
بلغ عدد الأسر 73,174 أسرة كانت نسبة 56.3% منها لديها أطفال تحت سن الثامنة عشر تعيش معهم، وبلغت نسبة الأزواج القاطنين مع بعضهم البعض 56.6% من أصل المجموع الكلي للأسر، ونسبة 16.1% من الأسر كان لديها معيلات من الإناث دون وجود شريك، بينما كانت نسبة 8.8% من الأسر لديها معيلون من الذكور دون وجود شريكة وكانت نسبة 18.5% من غير العائلات. تألفت نسبة 12.6% من أصل جميع الأسر من عدة أفراد يعيشون في نفس المنزل ونسبة 4.6% كانت تتألف من شخص يعيش بمفرده يبلغ من العمر 65 عاماً أو أكثر. وبلغ متوسط حجم الأسرة المعيشية 4.37، أما متوسط حجم العائلات فبلغ 4.54.
بلغ العمر الوسطي للسكان 29.1 عاماً. وكانت نسبة 30.7% من القاطنين تحت سن الثامنة عشر، وكانت نسبة 12.1% بين الثامنة عشر والرابعة والعشرين عاماً، ونسبة 31.6% كانت واقعةً في الفئة العمرية ما بين الخامسة والعشرين والرابعة والأربعين عاماً، ونسبة 18.9% كانت ما بين الخامسة والأربعين والرابعة والستين، ونسبة 6.8% كانت ضمن فئة الخامسة والستين عاماً فما فوق. وتوزع التركيب الجنسي للسكان بنسبة 51.1% ذكور و48.9% إناث.

## أعلام
- دريك بيل
- ميشيل فايفر
- ليندسي ستيرلينغ
- مايكل بي جوردن
- جولين ماري روتنسولو

## روابط خارجية
- الموقع الرسمي
- Santa Ana Police Department
- Santa Ana Public Library نسخة محفوظة 25 يونيو 2009 على موقع واي باك مشين.
- Santa Ana Historical Preservation Society
- Orange County Business Council (Chamber of Commerce)
- Santa Ana Chamber of Commerce